# 八代市立第三中學校
八代市立第三中學校位在日本熊本縣八代市中北町，是一間由八代市設立的中學校。

## 歷史
- 1947年4月 - 設置八代市立植柳中學校，為八代市立第二中學校的前身。
- 1949年4月 - 改名稱為八代市立第二中學校。
- 1950年4月1日 - 再度改名為八代市立第三中學校，也是現在的校名。

## 外部連結
- 八代市立第三中學校網站（页面存档备份，存于）